# 연락사무소

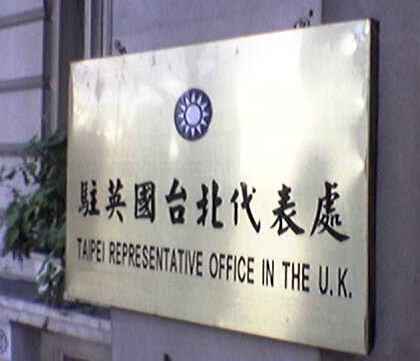

연락사무소(聯絡事務所, Liaison Office)는 사실상 대사관(事實上大使館, De facto embassy, 디 팩토 엠버시)을 말한다. 수교 전에 사실상(De facto) 대사관의 기능을 한다. 양국의 수도에 개설된다.

## 역사
연락사무소 직원은 외교 관계에 관한 빈 협약에 따라 외교관의 면책특권을 보장받는다.
수교 이전에, 양국의 외무부는 수도에 외무부 이익대표부(Interest Section)를 개설한다. 외교관이 파견되어 상주하지만, 민간인 신분이어서 외교관의 면책특권을 보장받지 못한다. 그 이후에 외교관계가 진전되면, 이익대표부 건물을 연락사무소로 격상, 수교한 이후에 대사관으로 격상한다.
2003년 리비아가 비핵화 선언을 하자, 2004년 2월 리비아 수도 트리폴리에 미국 국무부 이익대표부(Interest Section) 개설하고, 워싱턴에도 리비아 대표부가 개설되었다. 6월에 미국은 연락사무소로 격상했다. 2006년 미국이 리비아와 수교하자, 바로 대사관으로 격상했다. 리비아의 비핵화 참조.
전세계 정부가 대만과 단교하면서, 대만 수도의 대사관은 연락사무소로 지위가 격하되었다.
2009년, 마잉주 대만 총통(대통령)이 대만과 중국 양안에 서로 연락사무소를 설치하자고 중국측에 제안했다.

## 같이 보기
- 이익대표부(Interest Section)
- 남북공동연락사무소 사무처
- 타이베이 대표부
- 주타이베이 대한민국 대표부
- 미국재대만협회
- 일본대만교류협회